# Tomé I de Jerusalém
Tomé I de Jerusalém, também conhecido em persa como Tamriq, foi o patriarca de Jerusalém entre 807 e 821. Ele era um ferrenho defensor da ortodoxia nas disputas teológicas da época, a controvérsia iconoclasta e a cláusula Filioque.

## Vida e obras
Antes de sua eleição como patriarca, Tomé era um diácono e havia sido um monge no Mosteiro de São Sabas, em Jerusalém. Ele também foi abade da Lavra de Souka e um doutor.
Seguindo os passos de seu antecessor, Jorge de Jerusalém, Tomé continuou enviando delegações aos francos, se valendo do tratado de amizade que havia se formado entre Carlos Magno e o califa abássida Harune Arraxide de Bagdá. As delegações conseguiram apoio financeiro para a Igreja de Jerusalém de Carlos e que foi utilizado, entre outras coisas, para restaurar a cúpula da Igreja do Santo Sepulcro, que havia sido danificada num terremoto. Tomé também recebeu dinheiro de um tal Bocam, um rico cristão egípcio.
Durante o episcopado de Tomé, Jerusalém sofreu uma infestação de gafanhotos que provocaram um período de carestia e a saída temporária dos muçulmanos. Aproveitando a oportunidade, Tomé comprou e importou toras de cedro e abeto de Chipre e as utilizou para restaurar a cúpula. Quando os muçulmanos retornaram, eles o acusaram de fazer a cúpula maior que o Domo da Rocha e o prenderam. Com a promessa de pagamento de mil moedas de ouro, Tomé foi solto e conseguiu manter a obra intacta. Ele jamais conseguiu pagar a dívida e os seus sucessores tiveram que arcar com o débito.
Tomé também se envolveu nas disputas teológicas da época. Ele apoiava a teologia expressa no Concílio de Calcedônia conforme uma carta enviada aos armênios. Ele também era contra o iconoclasma e a teoria de que o Espírito Santo também procede do Filho ("dupla processão"), uma doutrina que se espalhava rapidamente no ocidente.